# José Balcells
José Balcells y Sendil, también conocido en catalán como Josep Balcells i Sendil (f. 1891), fue un pintor y escultor español del siglo XIX.

## Biografía
Este pintor, sordomudo de nacimiento, era hijo del farmacéutico catalán Joaquín Balcells y Pascual. Salieron de su mano, entre otros, los cuadros La virgen del Carmen, para la capilla de la fragata de guerra Victoria; La Virgen del Patrocinio, para la Méndez Núñez, y La Virgen de la Misericordia, para la iglesia de los Agonizantes de Barcelona. Incursionó, asimismo, en el arte de la estatua, con una de la Virgen de la Soledad. Habría fallecido en 1891.